# Dom Żytomirskiego w Katowicach
Dom Żytomirskiego w Katowicach – kamienica mieszkalna w Katowicach, położona przy ulicy PCK 6 (róg z ulicą M. Drzymały), na obszarze dzielnicy Śródmieście. Zaprojektował ją Karol Schayer w stylu funkcjonalizmu. 

## Historia

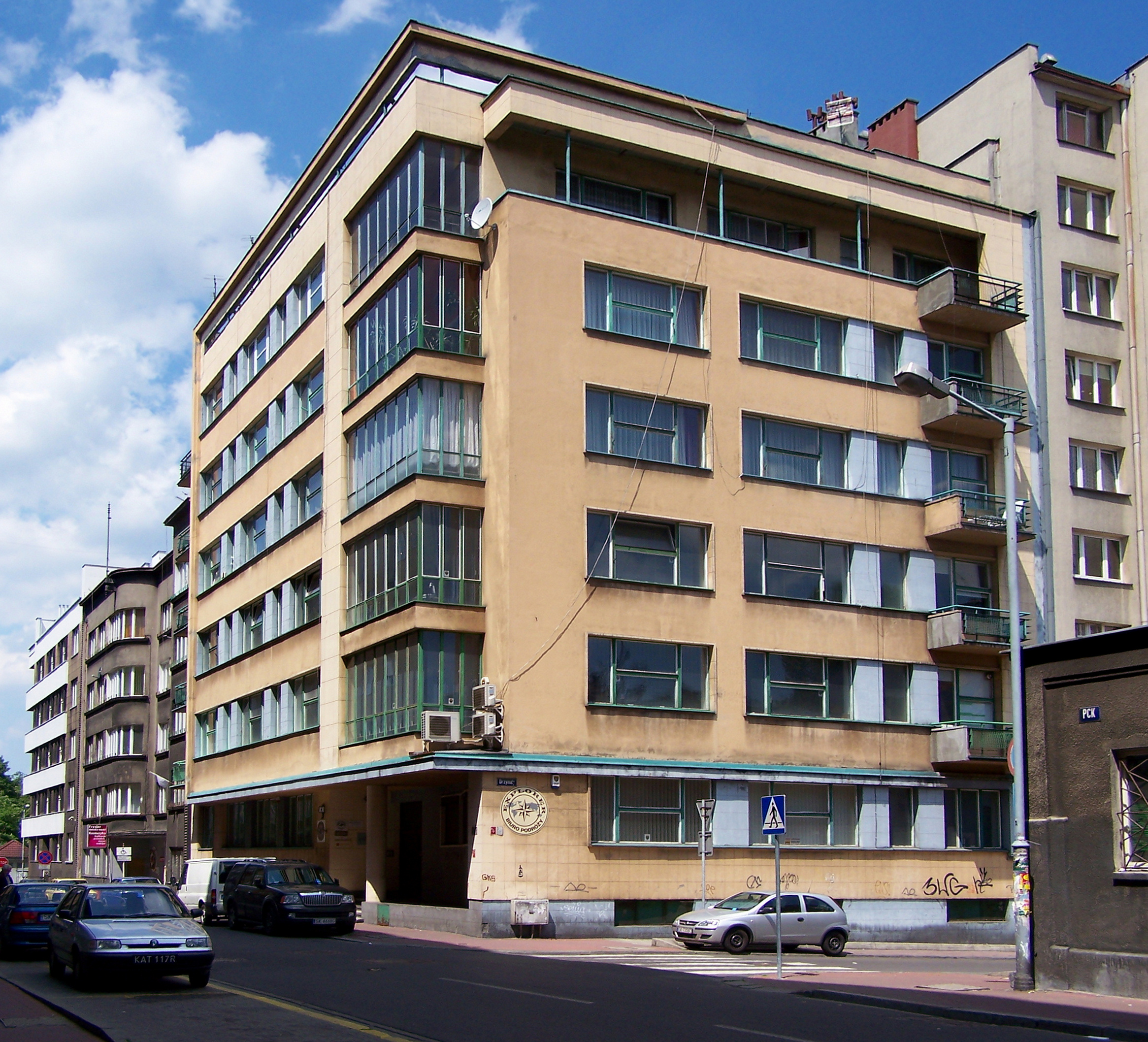
Kamienica w 2007 roku

Kamienica powstała na zlecenie katowickiego adwokata Wojciecha Żytomirskiego według projektu Karola Schayera. W czasie, gdy podjął się projektowania budynku, jego nazwisko było już znane w branży architektonicznej, gdyż znany był jako autor projektu wyburzonego w czasie II wojny światowej gmachu Muzeum Śląskiego. Na zachowanym projekcie domu adw. Wojciecha Żytomirskiego autor naniósł datę 1 października 1936 roku.
Budowa kamienicy trwała w latach 1936–1937 (bądź w 1936 roku), a powstałe w budynku mieszkania charakteryzowały się wysokim standardem. Niektóre z nich miały powierzchnię ponad 200 m².
23 marca 2012 roku układ urbanistyczny południowej części Śródmieścia Katowic, w której znajduje się m.in. dom adw. Wojciecha Żytomirskiego wpisany został do rejestru zabytków nieruchomych.
W lutym 2024 roku przy ulicy PCK 6 w systemie REGON zarejestrowanych było 27 aktywnych podmiotów gospodarczych, w tym m.in. placówki opieki zdrowotnej, kancelarie adwokackie, kancelaria radcy prawnego, biuro projektowe i inne.

## Charakterystyka
Kamienica mieszkalna położona jest przy ulicy PCK 6 (róg z ulicą M. Drzymały) w Katowicach, na terenie dzielnicy Śródmieście. Jest to obiekt murowany z cegły i tynkowany, zwieńczony dachem płaskim. Powierzchnia użytkowa budynku wynosi 1733 m², a powierzchnia zabudowy 383 m². Liczy 6 kondygnacji nadziemnych i 1 podziemną.
Architektonicznie budynek reprezentuje styl funkcjonalizmu. Posiada podcięty parter z wolnostojącym słupem, nadwieszony i dość płaski ryzalit oraz wieńczącą bryłę kamienicy ażurową balustradę. Zamiast balkonów architekt zastosował tafle szklane, tworząc w ten sposób ogrody zimowe. Okna w budynku układają się w poziome pasy.
Kamienica jest częścią układu urbanistycznego tzw. południowej dzielnicy Śródmieścia Katowic wpisana do rejestru zabytków nieruchomych pod nr. A/370/12. Jest wpisana do gminnej ewidencji zabytków miasta Katowice, a ponadto ujęta jest w strefie ochrony konserwatorskiej ustanowionej na podstawie przepisów MPZP.
Dom adw. Wojciecha Żytomirskiego jest jednym z obiektów na trasie katowickiego Szlaku Moderny.